# Кордюков, Тимофей Васильевич
Тимофей Васильевич Кордюков (1790 — 1838) — российский контр-адмирал.

## Биография
В 1806 году, будучи гардемарином, участвовал под командой Сенявина в сражении под Лемносом и взятии острова Тенедоса.
Был помощником Коцебу во время его известного путешествия 1823—1826 годов вокруг света на шлюпе «Предприятие».